# Abtei Rolduc

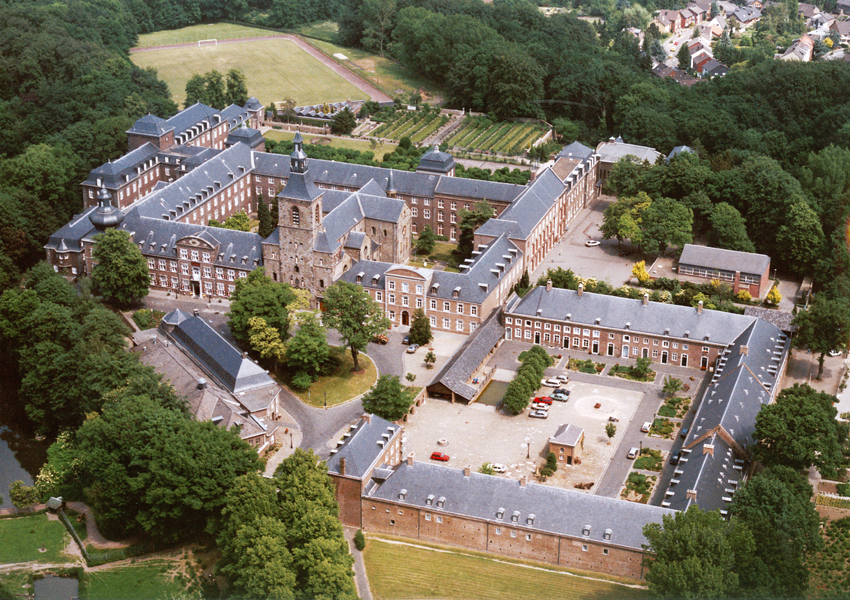
Luftaufnahme Gesamtanlage (2016)

Die Abtei Rolduc (deutsch Abtei Klosterrath) ist ein ehemaliges Augustiner-Chorherrenstift und zugleich der größte erhalten gebliebene Klosterkomplex der Niederlande. Er steht oberhalb des Wurmtales am Rande Kerkrades in der Provinz Limburg, unmittelbar an der deutsch-niederländischen Grenze zwischen Kerkrade und Herzogenrath. Der Gebäudekomplex ist als Rijksmonument gelistet.
Der Name Rolduc leitet sich aus der französischen Bezeichnung für Herzogenrath, Rode-le-Duc, ab.

## Geschichte
Das Kloster Rolduc wurde 1104 vom Chorherren Ailbert von Antoing, der sein voriges Kloster verlassen hatte, weil er die Einhaltung der Ordensregel dort nicht streng genug fand, gestiftet. Es wurde eine Abtei der Augustiner-Chorherren. Schon 1136 erhielt Rolduc die weltliche Schirmherrschaft der Herzöge von Limburg. Einige Herzöge wurden in der Krypta der Abteikirche beigesetzt.
Ab dem 12. Jahrhundert liegen die Annales Rodenses vor, die durch den Abt Nikolaus Heyendal Anfang des 18. Jahrhunderts maßgeblich überarbeitet und fortgeführt worden sind und durch einen der letzten Stiftsherren, Simon Peter Ernst, herausgegeben wurden. In diesen Aufzeichnungen findet sich für viele Orte der Rheinlande und Limburgs die erste urkundliche Erwähnung.
Bereits mit dem Bau des Klosters wurde zu dessen Schutz wenige hundert Meter östlich die Burg Rode errichtet. Seit dem Wiener Kongress im Jahr 1815 liegen Kloster und Burg in zwei verschiedenen Ländern.
Die Abtei stiftete mehrere Tochterklöster, darunter das nur noch als Ruine erhaltene Kloster Marienthal im gleichnamigen Ort an der Ahr. Die erste Blütezeit dauerte bis etwa 1250.
Nach langsamem Verfall, mit den Verwüstungen im Achtzigjährigen Krieg als Tiefpunkt, wurde das Kloster 1680 wiederhergestellt. In dieser Epoche entstand auch die neue Abtswohnung, und bald darauf blühte Rolduc auch wirtschaftlich durch die Ausbeutung von Steinkohle in der ersten Kohlenzeche auf dem Gebiet der heutigen Niederlande.
Ebenfalls im 18. Jahrhundert entstand der Moretti-Flügel, benannt nach dem Aachener Barock-Architekten Joseph Moretti. 1754 wurde auch die wertvolle Klosterbibliothek im Rokoko-Stil fertiggestellt.
Nach dem Wiener Kongress im Jahr 1815 fielen Kerkrade und Rolduc an die Provinz Limburg der Vereinigten Niederlande, wobei die Grenze zu Preußen unmittelbar östlich der Abtei festgelegt wurde. Nach der Belgischen Revolution im Jahr 1830 schloss sich der halbe Teil Limburgs dem neu entstandenen Königreich Belgien an. Im Jahre 1831 wurde das Priesterseminar des Bistums Lüttich in Rolduc eingerichtet. Im Jahr 1839 fiel der Ostteil Limburgs als Herzogtum Limburg, innerhalb des Deutschen Bundes, wieder an die Niederlande, und das Bistum Roermond übernahm das Kloster.

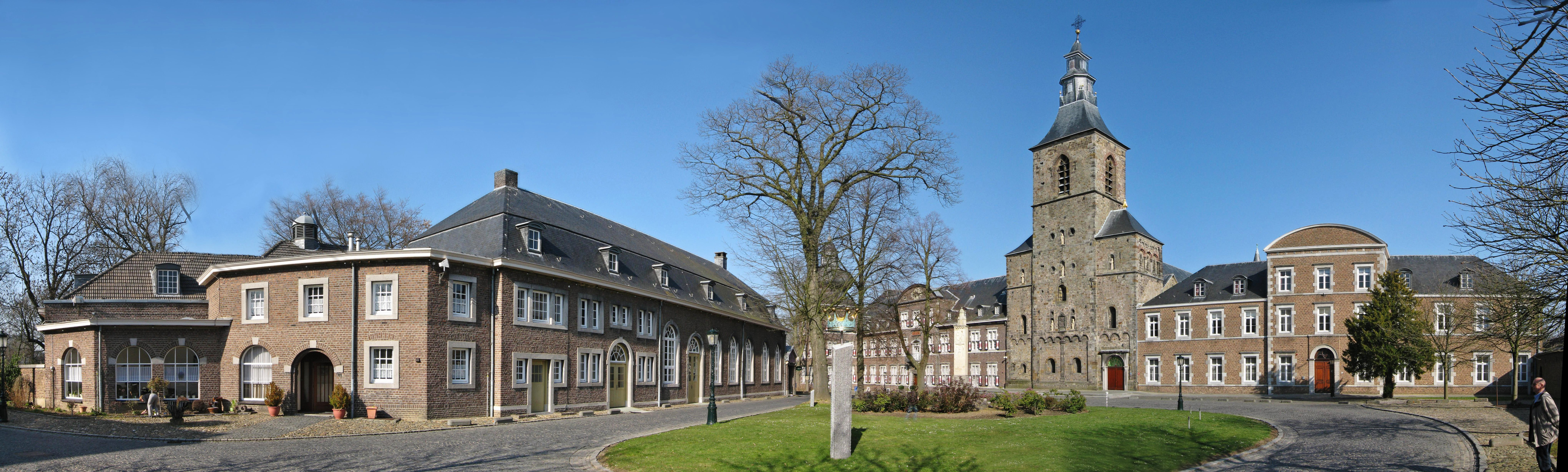
Gesamtansicht Vorplatz
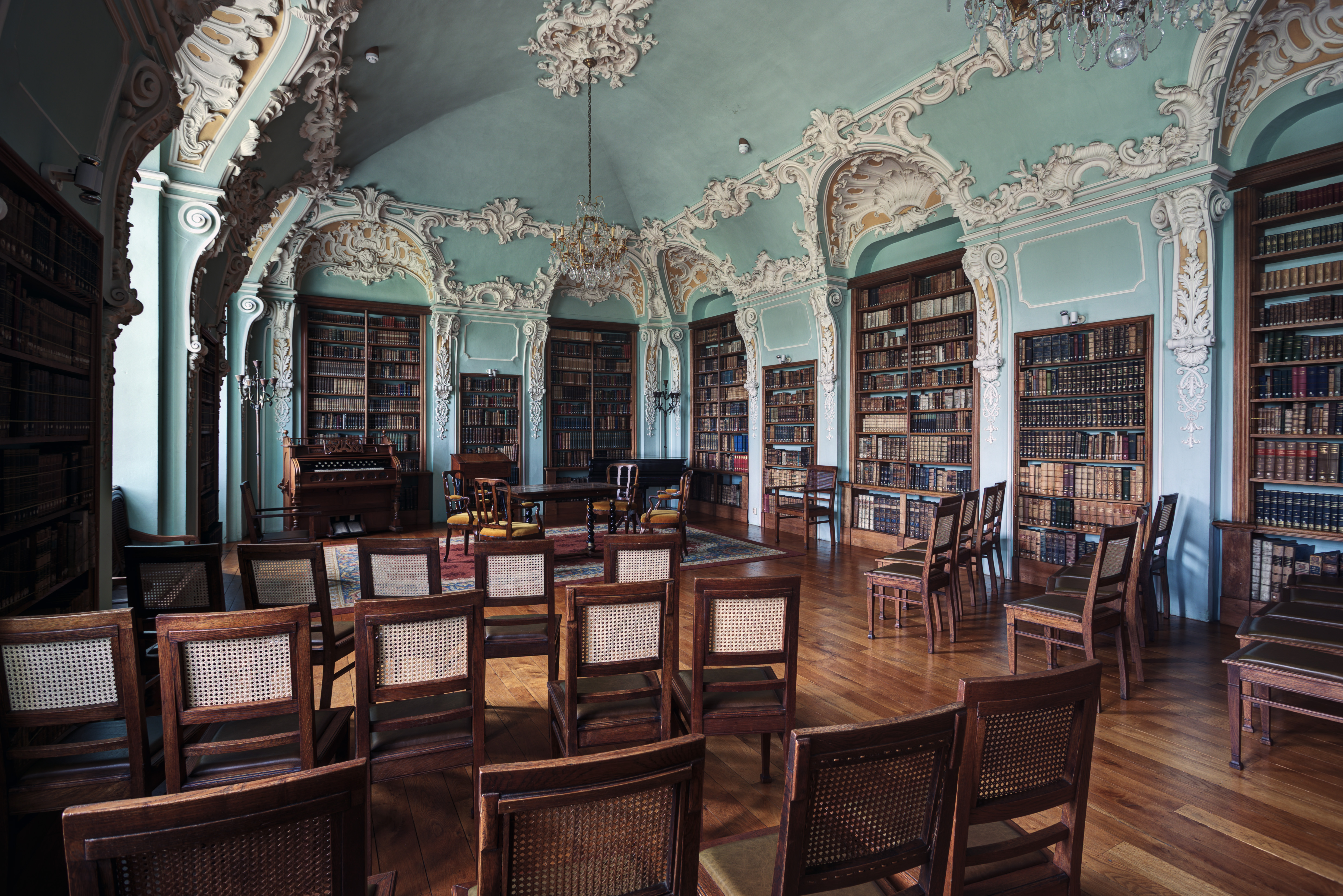
Klosterbibliothek
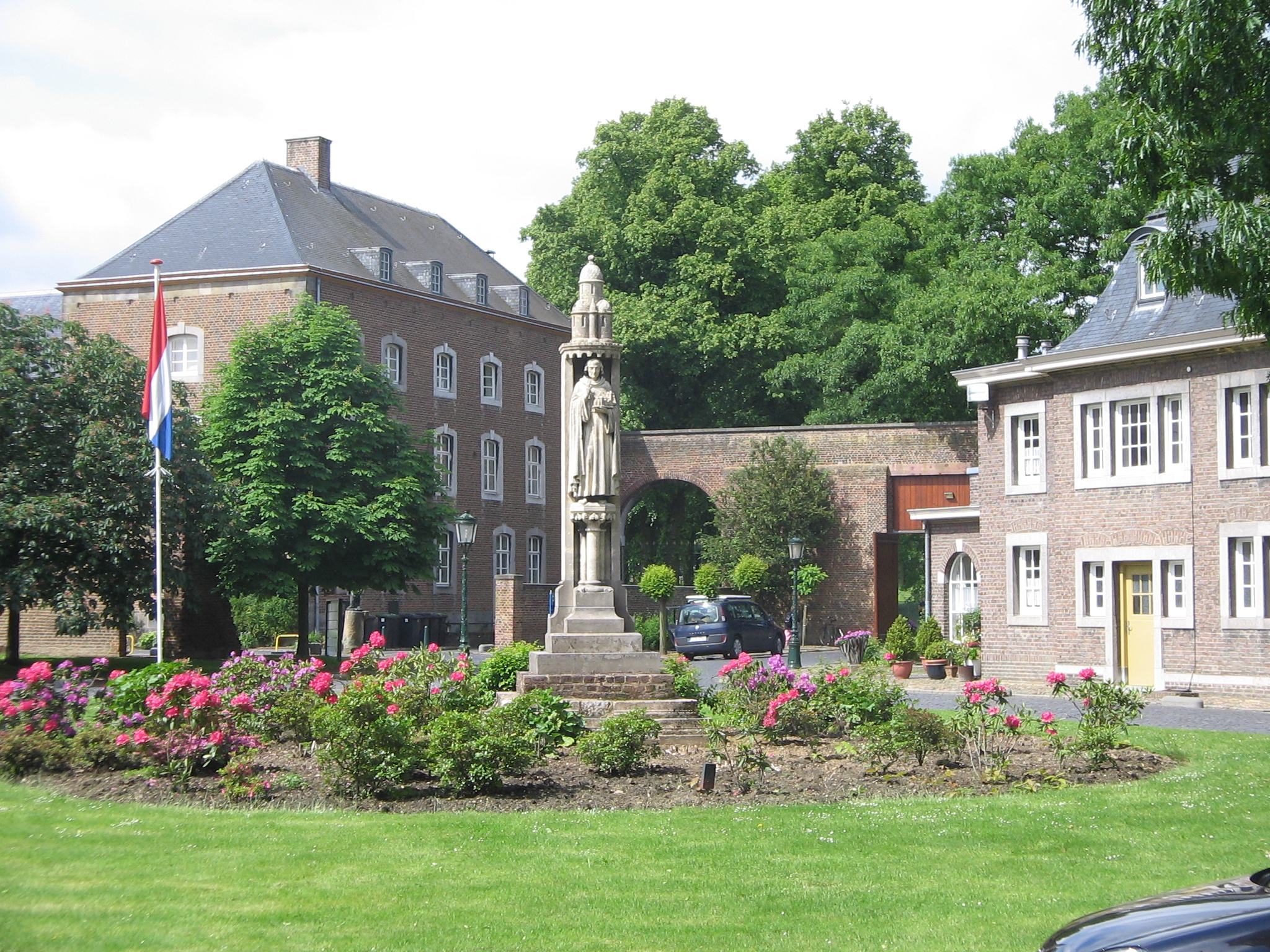
Klostergarten

## Klosterkirche

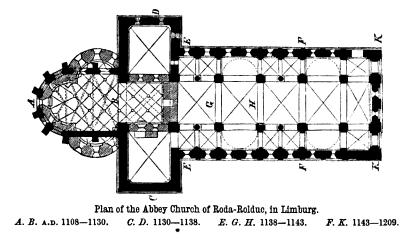
Grundriss der Abteikirche im Zustand von 1865, noch mit dem gotischen Hochchor

Die an Stelle eines Vorgängerbaues errichtete Kreuzbasilika stammt überwiegend aus dem 12. Jahrhundert und wurde 1209 abschließend geweiht. Das Westwerk der Kirche wird von einem zentralen Turm über rechteckigem Grundriss beherrscht, der von zwei erheblich niedrigeren Treppentürmen ebenfalls auf rechteckigem Grundriss flankiert wird. Ursprünglich besaß die Kirche keinen Zugang im Westen. Neben dem eigentlichen Querschiff sind das erste und dritte Joch des Schiffes als Pseudoquerschiffe bis zur Höhe des Mittelschiffes ausgeführt, diese reichen nicht über die Außenflucht der Seitenschiffe hinaus. Die beiden anderen Seitenschiffjoche weisen ein Paar schwere Pfeiler und eine mittlere Säulenstellung auf und sind einer Basilika entsprechend niedriger als das Mittelschiff ausgeführt. Mit Ausnahme der von quer zur Kirchenachse liegenden Tonnen überwölbten Seitenschiffteile der Pseudoquerschiffe sind Quer- und Hauptschiff mit gurtlosen Kreuzgratgewölben überwölbt.
Unter Vierung und Chor befindet sich die von reich durchgestalteten Säulen getragene Krypta. Der kleeblattförmig angelegte Drei-Konchen-Chor entstand im 19. Jahrhundert an der Stelle eines gotischen Vorgängerbaues.
Eine im Jahr 1859 erfolgte Instandsetzung war eine der ersten großen Restaurierungsaufträge des Roermonder Architekten Pierre Cuypers.

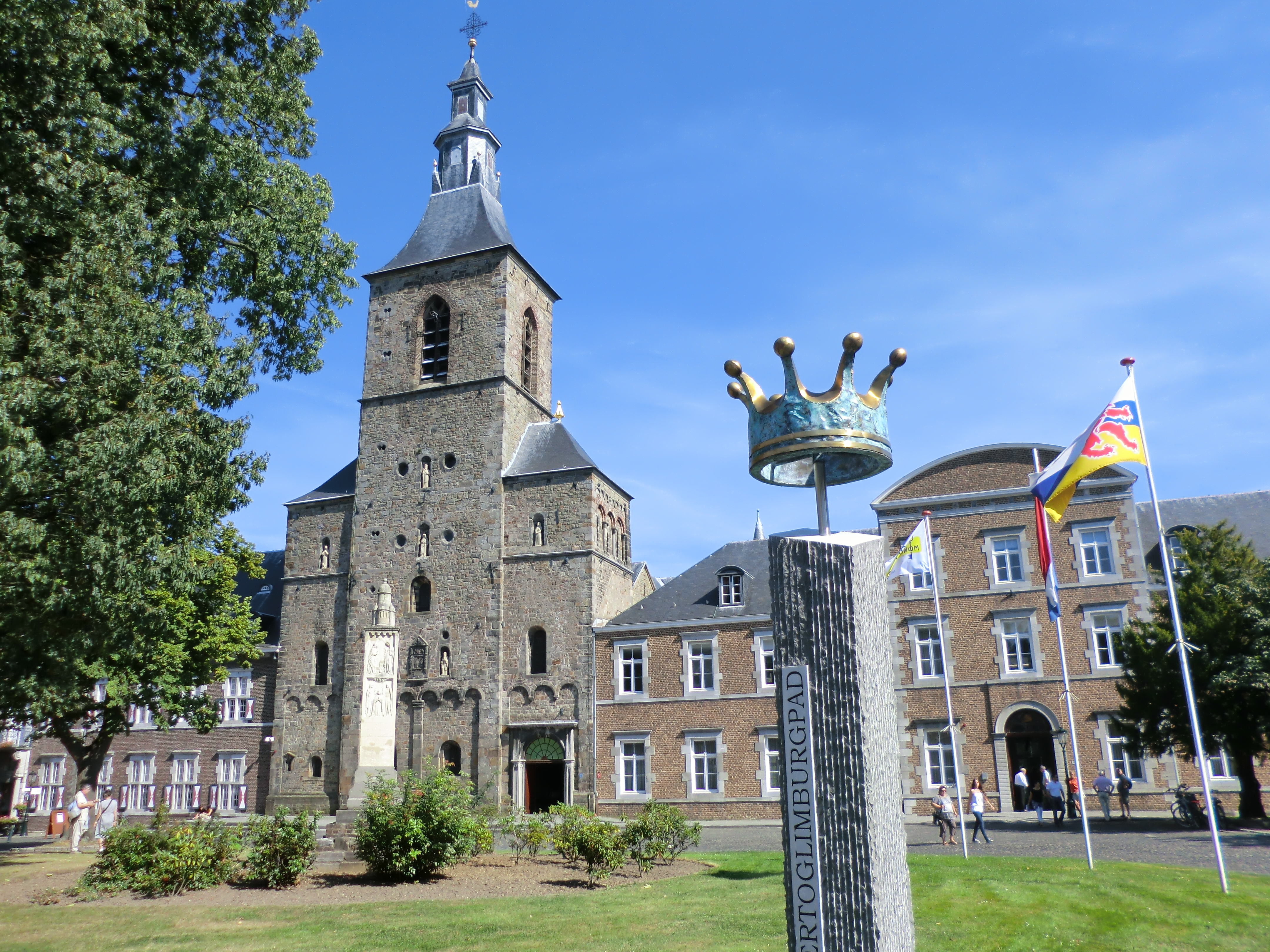
Das Westwerk
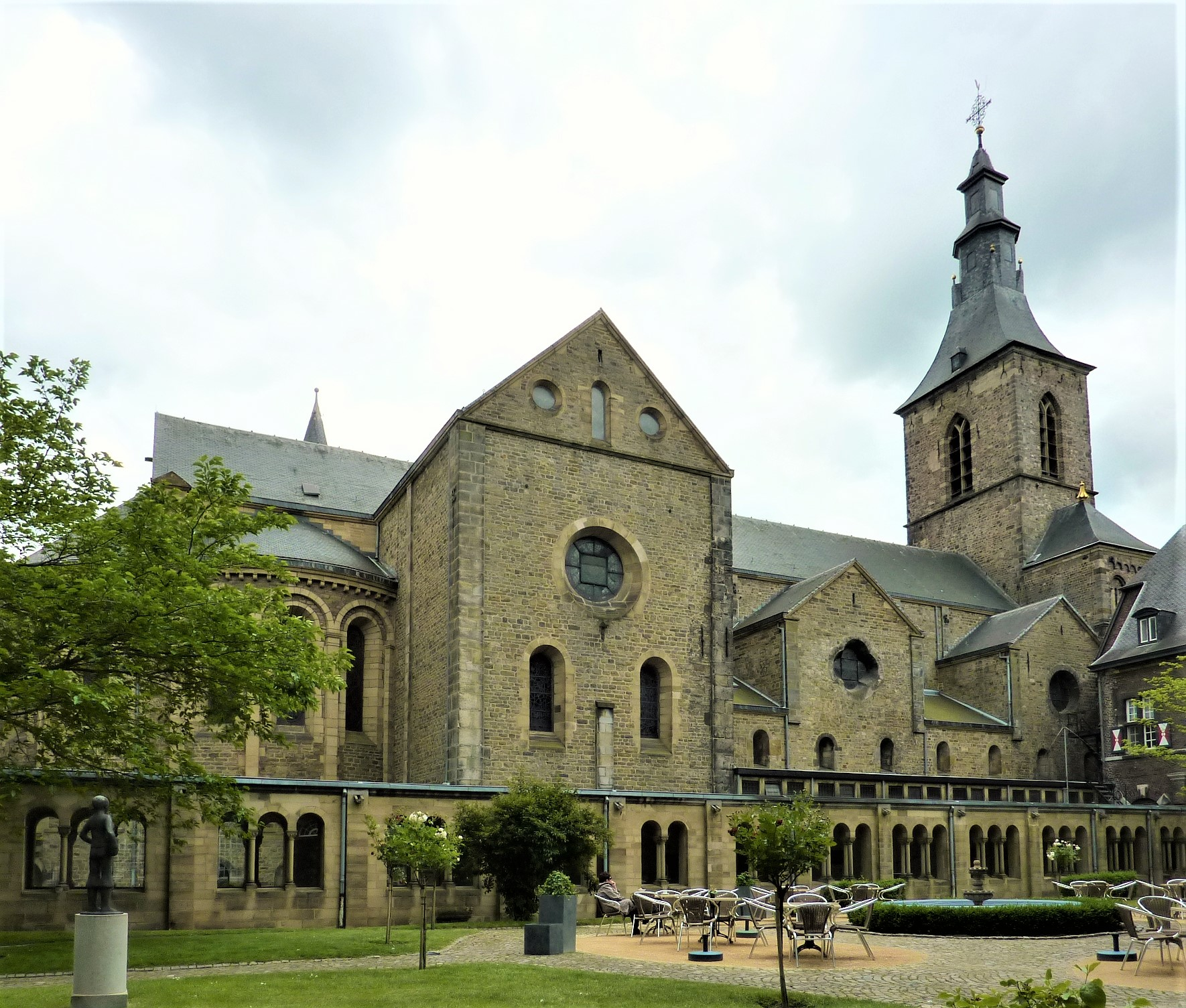
Seitenansicht
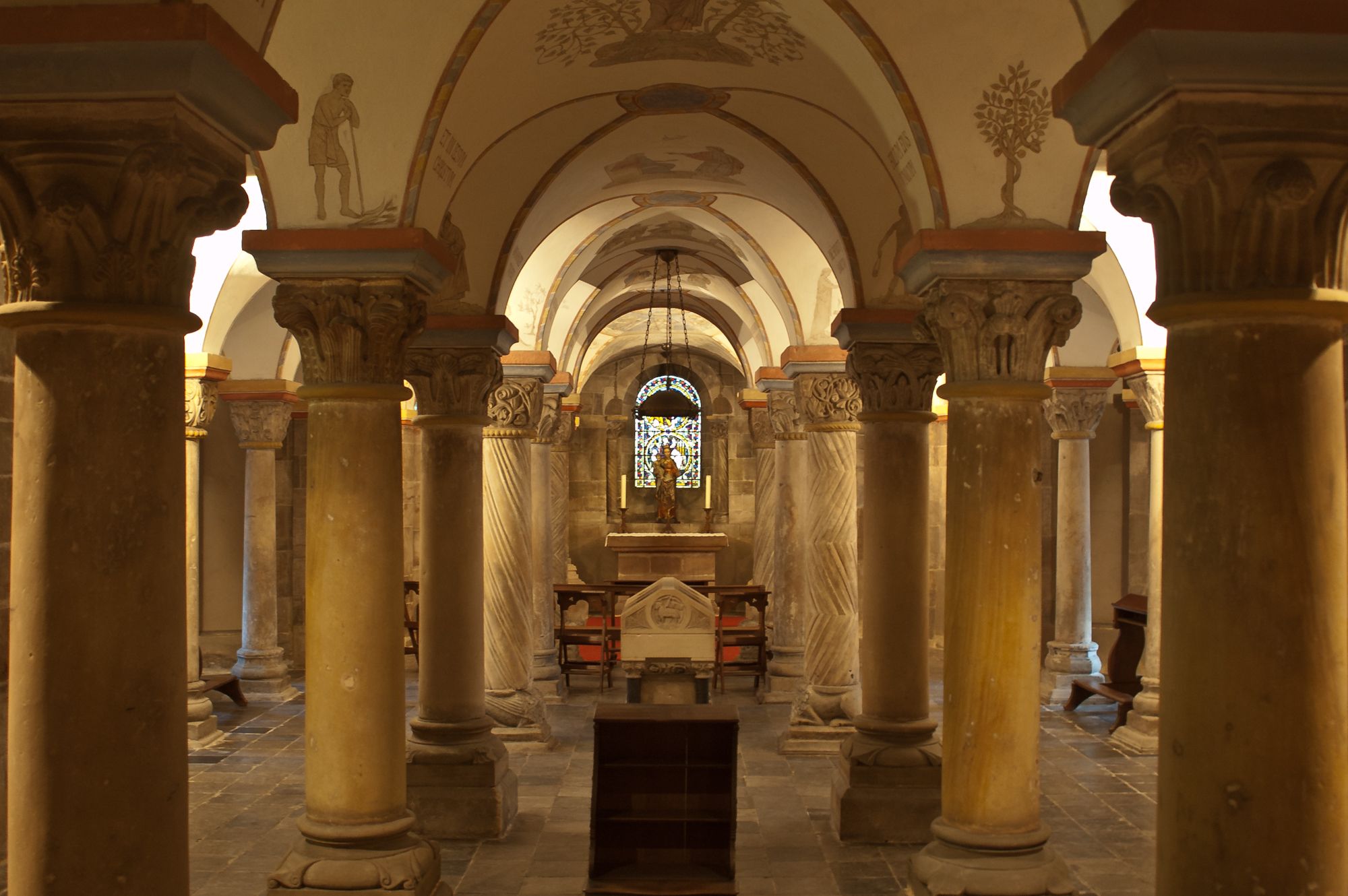
In der Krypta
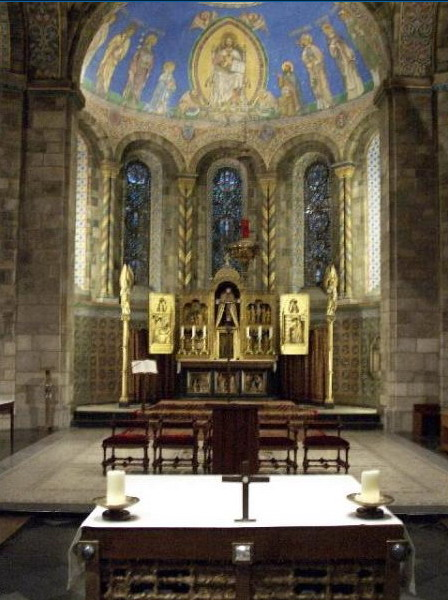
Blick in den Chor der Abteikirche

## Heutige Funktion
Der größte Teil des Klosterkomplexes ist als Hotel und Kongresszentrum in Gebrauch. Ein kleinerer Teil dient als Katholisches Priesterseminar Groot-Seminarie der Priesterausbildung des Bistums Roermond.
Die Klosterkirche kann regelmäßig besichtigt werden. Die Bibliothek kann (nur nach Anmeldung) für wissenschaftliche Forschung besucht werden.
Ein weiterer Teil des Klosters beherbergt eine weiterführende Schule mit den Bildungsgängen HAVO (Hoger Algemeen Voortgezet Onderwijs) und VWO (Voorbereidend Wetenschappelijk Onderwijs).
Seit 1965 wird der Abdijcross jährlich auf dem Gelände der Abtei ausgetragen.